# Hälsokontroll
Hälsokontroll är vanligen en preventiv undersökning för att avgöra det allmänna hälsotillståndet.
Hälsotillståndet kan undersökas genom att man studerar personens livsstil, vikt, kroppstyp, kondition, blodtryck, puls, rörelsemönster, beteende, hygien med mera. Det allmänna hälsotillståndet kan också avgöras genom att man studerar eventuella förändringar i hudfärg (cyanos, blekhet, rodnader) eller av ögonvitor, hudtemperatur, hår- och nagelförändringar, andning, synbara avvikelser (t.ex. xantelasma, förändringar av födelsemärken), eller personens egna rapporter om besvär.
Hälsokontroller kan innefatta blodprovstagning och andra undersökningar som EKG och spirometri.
En systematisk översikt från Cochrane Collaboration år 2012 visade att generella hälsokontroller av friska personer inte minskar sjukligheten eller dödligheten. I en uppdatering år 2019 av samma artikel fann Cochrane stöd för att hälsokontroller sannolikt inte har nytta. Statens beredning för medicinsk och social utvärdering drog efter en litteratursökning år 2013 slutsatsen att riktade hälsokontroller mot hjärt- och kärlsjukdomar är kostnadseffektiva.